# Kerns (Ontario)
Kerns es un municipio canadiense situado en la provincia de Ontario.

## Superficie
Kerns tiene una superficie de 90,66 km².

## Demografía
En 2021, tenía 330 habitantes, una densidad poblacional de 3,6 hab./km², y 129 viviendas.